# Michael Stuart Brown
Michael Stuart Brown (New York, 1941. április 13. –) amerikai genetikus. 1985-ben Joseph L. Goldsteinnel közösen elnyerte az orvostudományi Nobel-díjat a koleszterinanyagcsere szabályozásának felderítéséért.

## Tanulmányai
Michael S. Brown 1941. április 13-án született Brooklynban, zsidó családban. Apja Harvey Brown textilkereskedő, anyja Evelyn Brown (lánykori nevén Katz) volt. Húga, Susan három évvel később született. 11 éves korában a család Philadelphia egyik külvárosába, Elkins Parkba költözött; Michael itt végezte el a középiskolát. Érdekelte a természettudomány – 13 évesen rádióamatőri vizsgát tett -, valamint az újságírás is.
A középiskola után a Pennsylvaniai Egyetemen tanult tovább, fő tárgya a kémia volt. Itt az egyetemi diákújság szerkesztője és rövid ideig főszerkesztője volt. 1962-ben kapta meg BSc oklevelét, ezután az orvosi szakon folytatta tanulmányait és 1966-ban orvosdoktori fokozatot szerzett. A következő két évet a bostoni Massachusetts General Hospital belgyógyász rezidenseként töltötte, itt ismerkedett meg és barátkozott össze a szintén rezidentúráját végző Joseph L. Goldsteinnel akivel később tudományos munkáját is közösen végezte. 

## Tudományos munkássága
1968-ban a National Institutes of Health klinikai munkatársaként kezdett dolgozni, előbb gasztroenterológusként, majd a biokémiai laboratóriumhoz csatlakozott. Brown megtanulta az enzimológiai kutatás technikáit és az anyagcsere kontrollálásának alapelveit. Munkatársaival együtt felfedezte, hogy a glutamin szintézise egy nukleotid, az uridin által szabályozott.
Brown 1971-től a dallasi Texasi Egyetem orvosi tanszékén dolgozott gasztroenterológusként. Egy évvel később Goldstein is idekerült, aki eredetileg itt szerezte a diplomáját, majd 1972-ben megkapta az orvosgenetikai részleg vezetését. Brwon Dallasban kezdett el foglalkozni a koleszterin bioszintézisének szabályozásával és hamarosan sikerült is tisztítania egy enzimet, ami a folyamat egyik koenzimét állította elő. Goldsteinnel közösen (akivel 1974-ben egyesítették laboratóriumaikat) kidolgozott egy elméletet, mely szerint az öröklődő magas koleszterinszint részben ennek az enzimnek (a 3-hidroxi-3-metilglutaril koenzim-A reduktáz) a mutációjára vezethető vissza. Brown és Goldstein fedezte fel, hogy az öröklődően magas koleszterinszint esetén a betegeknek szignifikánsan kevesebb az LDL (low-densitiy lipoprotein) receptora, amely megköti a vérben keringő koleszterint. Az ilyen páciensek a vér magas koleszterintartalma miatt érelmeszesedésben szenvedtek és korai szívinfarktuson estek át.
Brownt 1974-ben a belgyógyászat docensévé, 1976-ban pedig professzorrá nevezték ki. Egy évvel később az egyetem Genetikai Betegségek Központjának vezetője lett.
Brown és Goldstein fedezte fel 1993-ban a szterolszintézist szabályozó transzkripciós faktorokat (sterol regulatory element-binding proteins, SREBPs). 

## Elismerései

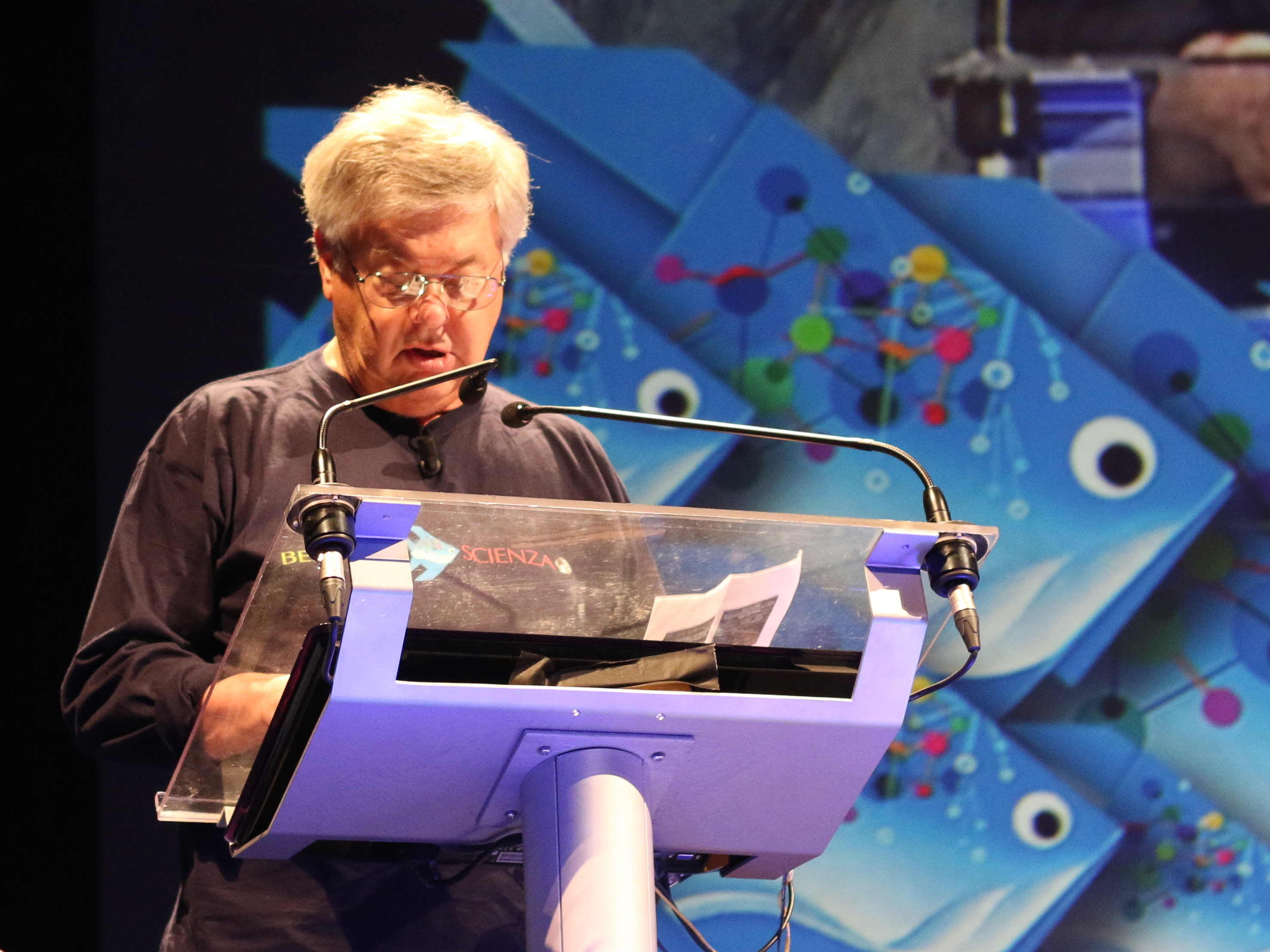
Michael S. Brown 2014-ben

Michael S. Brown és Joseph L. Goldstein 1985-ben orvostudományi Nobel-díjat kapott a koleszterinmetabolizmus szabályozásában elért felfedezéseiért. Brown számos egyéb díjat is elnyert: a Heinrich Wieland-díjat a lipidanyagcsere kutatásért (1974), az Amerikai Kémiai Társaság Pfizer-díját (1976), a New York állambeli Orvostudományi Társaság Albion O. Bernstein-díját (1977), a Passano-díjat (1978), az Amerikai Tudományos Akadémia Lounsbery-díját (1979), a Gairdner Alapítvány Nemzetközi Díját (1981); a Lita Annenberg Hazen-díjat (1982), a Roche Molekuláris Biológiai Intézet V.D. Mattia-díját (1984), az Amerikai Orvosegyetemek Társaságának Kiváló Kutatásért díját (1984), a Louisa Gross Horwitz-díjat (1984), az Amerikai Humángenetikai Társaság William Allan-díját (1985) és az orvosi alapkutatásért adott Albert Lasker-díjat (1985). Díszdoktori címet kapott a Chicagói Egyetemtől és a Rensselaer Politechnikai Intézettől.
Brown tagja az Amerikai Tudományos Akadémiának, az Amerikai Művészeti és Tudományos Akadémiának, az Amerikai Klinikai Kutatási Társaságnak. az Amerikai Orvosok Társulatának, az Amerikai Biológiai Kémiai Társaságnak és az Amerikai Sejtbiológiai Társaságnak.

## Családja
Michael S. Brown 1964-ben házasodott össze Alice Lapinnal, akitől két gyermeke született: Elizabeth (sz. 1973) és Sara (sz. 1977).